# Алекс Хонълд
Алекс Хонълд (на английски: Alex Honnold, роден на 17 август 1985 г.) е американски катерач, придобил световна известност с фрий соло изкачванията си на големи стени.
Той е единственият човек, изкатерил фрий соло Ел Капитан в Националния парк „Йосемити“, и е носител на множество рекорди за скорост. Най-забележителният сред тях е единственото соло изкачване (най-вече свободно катерене, с няколко точки на закрепване) на „Тройната корона“ в Йосемити – верижно изкачване на връх Уоткинс, „Носът“ и „Стандартния северозападен“ на Халф Доум за време от 18 часа и 50 минути. Двамата с Ханс Флорин са настоящите носители на рекорда за „Носа“ с време 2:23:51. Хонълд споделя, че харесва високи, дълги маршрути и се опитва да ги преминава бързо. Той е авторът на бестселъра „Сам на скалата“ (издавана на български от „Вакон“), която подробно разглежда катераческите му подвизи.

## Ранен живот
Алекс е роден в Сакременто, Калифорния. Започва да се катери, когато е на 11 години. След като завършва гимназията „Мира Лома“ със среден успех 4.7, е приет да учи инженерство в Калифорнийския университет в Бъркли. На 19 години напуска университета и оттогава е посветил цялото си време на катеренето.

## Катерене
Алекс предпочита големите стени и спортното катерене, но като цяло харесва всяко изкачване, което изисква пълна отдаденост. Любимият му район е Йосемити заради неговите впечатляващи стени и благоприятни климатични условия. Живее в минибуса си, което му позволява да следва хубавото време и да се катери непрекъснато. Между изкачванията си Алекс бяга или прави дълги разходки, за да поддържа добра физическа форма. Повлиян е от бележити катерачи като Питър Крофт, Джон Бейкър и Томи Колдуел, но най-голямото му вдъхновение е съвършената простота и красотата на Ел Капитан.
Журналистката Лара Логан интервюира Хонълд за епизод на „60 минути“ по Си Би Ес, който е излъчен 2 октомври 2011 г.  Епизодът има телевизионна аудитория от 17 милиона зрители. През ноември 2011 г. Хонълд и Ханс Флорин изкачват „Носа“ на Ел Капитан за 2 часа и 23 минути, като не им достигат 45 секунди, за да постигнат рекордно време. На 17 юни 2012 г. двамата поставят нов рекорд по същия маршрут с време 2:23:51. Хонълд прави първото фрий соло изкачване на Ел Капитан на 3 юни 2017 г., завършвайки 900-метровия маршрут „Фрийрайдър“ за 3 часа и 56 минути.
Хонълд е страстен читател с интерес в сферите на класическа литературата, природозащитата и икономиката. Определя се като атеист. През 2012 г. основава „Фондацията на Хонълд“, която „търси прости, устойчиви начини да подобри качеството на живот по целия свят“.

## Награди
През 2010 г. Хонълд е награден със „Златен клин“ за катераческите си постижения.

## Избрани значими изкачвания
Големи стени
- Йосемити
  - „Фрийрайдър“: първо фрий соло изкачване на Ел Капитан на 3 юни 2017 г. Време: 3 часа, 56 минути
  - „Носът“ на Ел Капитан: Рекорд за скорост с Ханс Флорин на 17 юни 2012 г. Време: 2:23:51
  - Соло на „Стандартния северозападен“ маршрут на Халф Доум за 1 час, 22 минути. Май 2012 г.
  - „Фрийрайдър“ в долината Йосемити за един ден. Май 2007 г.
  - Соло на „Тройна корона“ в Йосемити – връх Уоткинс, Ел Капитан и Халф Доум – 18 часа, 50 минути; 90% фрий соло.
  - Еднодневно фрий соло на „Астроман“ и „Рострум“ в Йосемити през септември 2007 г. Става вторият човек след Питър Крофт (1987 г.), който го осъществява.
  - Фрий соло на „Стандартния северозападен“ маршрут на Халф Доум на 6 септември 2008 г.
- Юта
  - Фрий соло на Муунлайт Бътрес в Националния парк „Зайон“ на 1 април 2008 г.
  - Бушидо и Хонконг Фуи в Юта, между 9 и 11 март 2008 г.
- Ел Потреро Чико
  - Фрий соло на „Ел Сендеро Луминосо“ (5.12d), маршрут от степен V в Ел Потреро Чико, Мексико. Линията се издига на 533 метра по варовиковата стена на Ел Торо (Бикът) и се състои от 15 въжета – 11, от които са оценени на 5.12. Алекс изкачва маршрута едва за три часа.
- Скуамиш
  - Първо соло на University Wall в Скуамиш. Хонълд е първият човек, който изкачва стената изцяло фрий соло.
- Ирландия
  - Фрий соло на the Complete Scream

Боулдъринг
- „Мандалата“: 8A+(V12). Повторение на класическия боулдър на Крис Шарма в Бишъп, Калифорния.
- „Амброзия“: 8A(V11). Второ изкачване на хайбол боулдър проблема на Кевин Йоргесон в Бишъп, Калифорния.
- Too Big To Flail: 7C+(V10) или 8b(5.13d). Първо изкачване на близо 14-метрова стена в Бишъп, Калифорния.

Едно въже
- Спортно катерене
  - „Зелената миля“: 8c+(5.14c) по зъбера Джейлхаус близо до Сан Франциско. Най-трудното изкачване по въже, което Алекс е правил.
- Соло
  - Фрий соло на Heaven (5.12d) и Cosmic Debris (5.13b) през 2014 г. в Национален парк „Йосемити“.
  - Фрий соло на „Феникса“, първия със степен на трудност 5.13a в САЩ.
  - Повторения на Parthian Shot, New Statesman, Meshuga (соло), онсайт на Gaia (който впоследствие повтаря соло) и онсайт соло на London Wall по време на пътуването си до Англия в края на 2008 г.
  - Първи изкачвания на The Rainbow Arch (5.12+, горно осигуряване) и множество малки кули (фрий соло) в пустинята Енеди, Чад, през 2010 г.

Планини
- Първо изкачване на Дерето на Лоу на връх Кинабалу в Борнео през април 2009 г.
- Пълен траверс на масива Фиц Рой в Патагония. Завършва го за пет дни заедно с Томи Колдуел през февруари 2014 г.